# Manhattan (Kansas)
Manhattan és una població dels Estats Units a l'estat de Kansas. Segons el cens del 2007 tenia 51.707 habitants.

## Demografia
Segons el cens del 2000, Manhattan tenia 44.831 habitants, 16.949 habitatges, i 8.254 famílies. La densitat de població era de 1.152,4 habitants/km².
Per edats la població es repartia de la següent manera: un 15,8% tenia menys de 18 anys, un 39,2% entre 18 i 24, un 24,0% entre 25 i 44, un 13,2% de 45 a 60 i un 7,8% 65 anys o més.
L'edat mediana era de 24 anys. Per cada 100 dones de 18 o més anys hi havia 105,4 homes.
La renda mediana per habitatge era de 30.463$ i la renda mediana per família de 48.289$. Els homes tenien una renda mediana de 31.396$ mentre que les dones 24.611$. La renda per capita de la població era de 16.566$. Entorn del 8,7% de les famílies i el 24,2% de la població estaven per davall del llindar de pobresa.

## Poblacions més properes
El següent diagrama mostra les poblacions més properes.